# 賈誼島

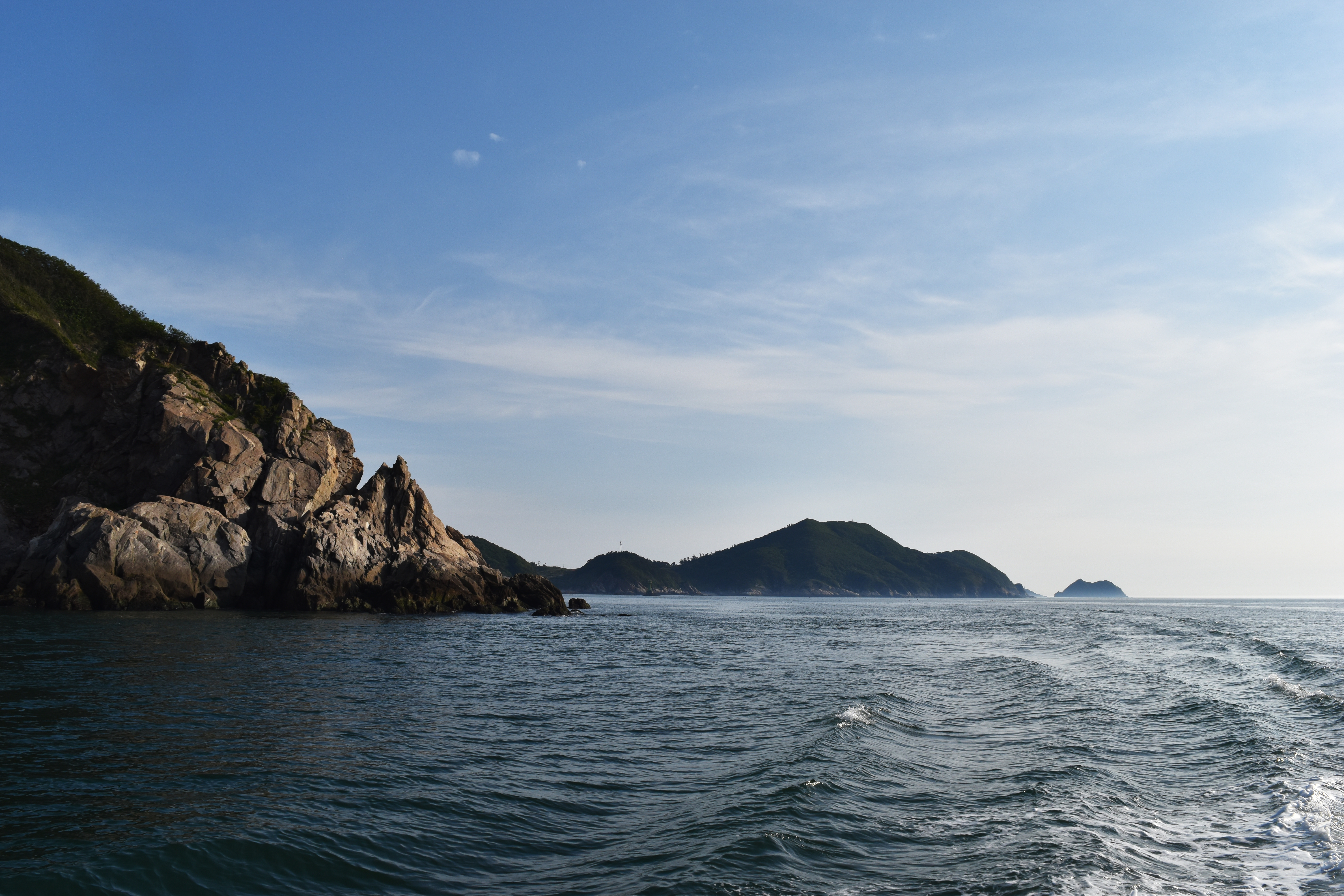
賈誼島の海

賈誼島（かぎとう、カイド、朝鮮語: 가의도）は、大韓民国忠清南道泰安郡西方の黄海に位置する島。面積2.19平方キロメートル、人口45人（2001年現在）。

## 地理
安興港 (ko:안흥항) から西に5㎞の地点にある。行政上は泰安郡近興面 (ko:근흥면) に属し、賈誼島里を構成する。
東西に長い形状の島で、全体面積の90％を山地が占めており、ツバキなどの植生がある。島の中央にそびえる最高峰の標高は183m。北西部には高い崖が多く、またほとんどの海岸には干潟が発達している。集落は主に島の中央部に分布する。
周辺に端島、瓮島、ファチャン島といくつかの岩礁がある。最西端の格列飛列島にかけて西へと連なる島々も、行政上は賈誼島里の所属とされている。

## 産業・観光
住民の大部分は漁業に従事している。
忠清南道沿岸には大陸棚が広く発達しており、春と夏には済州暖流が北上してエビ類、いわし、アワビなどがたくさん取れる。地域の特産物としてはカタクチイワシとイカナゴが有名で、他に海苔採取とナマコ、ワカメなどの養殖も盛んである。
付近の海域一帯は泰安海岸国立公園に指定されており、巡回観光コースが開発されている。島の見どころとしては奇岩絶壁がある。

## 施設・交通
教育機関として初等学校の分校が1校があり、このほか、郵便局、教会などがある。
漁港として賈誼島港 (ko:가의도항) が整備され、船着場2カ所を持つ。安興港から出発する定期旅客船が、夏には1日2回運航される。